# Massively multiplayer online game
Massively multiplayer online game, förkortat MMO, översätts till massiva onlinespel. MMO är en kategori datorspel som föddes någon gång i början av 1990-talet. Det som skiljer massiva onlinespel från vanliga flerspelarspel är antalet användare. I vanliga flerspelarspel kan antalet samtidiga användare uppgå till 32 eller i sällsynta fall 64, medan massiva onlinespel kan ha miljontals registrerade användare och hundratusentals samtidigt spelande. De flesta spelföretag tar ut en fast månadsavgift av sina registrerade användare för att de ska få fortsätta spela.
När man spelar ett MMO spelar man i en värld där alla spelare ska få plats, vilket innebär att världen är mycket större än en vanlig "bana" i ett vanligt flerspelarspel. När som helst på dygnet kan man logga på och möta andra spelare från andra delar av världen. Detta betyder att spelet fortsätter att vara igång även när en spelare loggar av. Driften av spelservrarna sköts av spelets förläggare till skillnad från i vanliga flerspelarspel, där ofta vem som helst starta en egen server.
Massiva onlinespel tenderar ofta att fokusera mer på den sociala samvaron mellan spelare snarare än själva spelkänslan. Det finns två orsaker till detta:
1. Spelare träffar lättare andra att socialisera med när antalet spelare är stort. De chattar, löser uppdrag, osv.
2. Det är mycket mer tekniskt komplicerat för spelutvecklingsföretagen att tillverka ett MMO än ett vanligt multiplayerspel.

De tekniska svårigheterna i utvecklingsfasen av ett MMO är många, men enkelt uttryckt kan man säga att de alla beror på att man måste ha flera serverdatorer för att kunna klara av det enorma antalet samtidiga spelare.

## Undergenrer till MMOGs

### MMO Role Playing Game
Massively Multiplayer Online Role Playing Game är en undergenre till MMO där spelen utvecklats mot att följa ett rollspelskoncept.

### MMO First Person Shooter
Massively Multiplayer Online First Person Shooter är en undergenre till MMO där förstapersonsskjutare anpassats till att hundratals spelare kan spela samtidigt över internet.

### MMO Real-Time Strategy
Massively Multiplayer Online Real-Time Strategy är en undergenre till MMO där anpassning av MMO-konceptet skett mot realtidsstrategi.

### MMO Racing
I denna undergenre kan flera spelare tävlingsköra mot varandra samtidigt. För närvarande finns det bara ett fåtal racingspel som är MMO-spel, bland dessa finns Kart Rider, Upshift StrikeRacer, Test Drive Unlimited, Project Torque, Drift City och Need for Speed: World. Trackmania-serien är världens största MMOR-spel. Darkwind: War on Wheels brukar räknas som ett MMORG trots att det är mer baserat på strider än racing.